# Howard Gardner
Howard Gardner (Scranton, 11 luglio 1943) è uno psicologo e docente statunitense, conosciuto per la sua teoria sulla teoria delle intelligenze multiple.

## Biografia
Gardner è figlio di Ralph Gardner e Hilde Gardner (nata Weilheimer), immigrati tedeschi ebrei che lasciarono la Germania prima della seconda guerra mondiale.
Professore presso l'Università di Harvard nel Massachusetts, ha acquisito celebrità nella comunità scientifica grazie alla sua teoria sulle intelligenze multiple, una concezione modulare del cervello e dunque dell'intelligenza: la sua proposta consiste nel considerare priva di fondamento la vecchia concezione di intelligenza come un fattore unitario misurabile tramite il quoziente intellettivo (Q.I.). Pertanto, Gardner l'ha sostituita con una definizione articolata, per cui un essere umano è dotato di più intelligenze, ognuna facente capo a una serie di abilità e a una propria rete neurale specifica e specializzata.
Gardner è considerato uno dei più importanti esponenti dei cosiddetti teorici dell'intelligenza fattorialista, o S, contrapposti ai teorici globalisti, o G.
È noto anche per aver scritto alcuni importanti testi di psicologia dell'educazione e per aver elaborato la più importante opera di Storia classica della nascita della scienza cognitiva, The Mind's New Science (1983).
Nonostante alcune sue ricerche siano state oggetto di critiche, ha ottenuto vari riconoscimenti e lauree ad honorem.

### Teorie delle intelligenze multiple
Attraverso una serie di ricerche di antropologia, psicologia cognitiva e di letteratura su soggetti affetti da lesioni cerebrali, Gardner ha elaborato una teoria dell'intelligenza di tipo modulare, per cui una capacità umana di processare informazioni e richiamarle per produrre artefatti di valore all'interno di una determinata cultura è associata a una determinata area cerebrale e a un circuito neurale ad hoc e specializzato; l'insieme di queste capacità forma l'intelligenza umana, che dunque si può suddividere in più tipi invece di essere concepita come un'entità unica e monolitica.
La teoria di Gardner tuttavia è problematica siccome non solo fa perno su teorie della mente di tipo modulari in auge tra gli Anni '80 e '90, ma inoltre queste teorie sono state smentite siccome, nel cervello umano, un circuito neurale è correlato a più capacità e dunque allo svolgimento di più compiti in più domini (e.g., matematica, lingua, musica, motoria). La teoria, per quanto sia diventata celebre e usata anche per impostare la didattica nelle scuole, non è mai stata confermata; alcune review che sostengono di avere confermato la teoria e i suoi effetti positivi nella didattica in classe contengono degli elementi di problematicità.
Gardner ha identificato almeno 9 tipologie differenziate di "intelligenza" più una decima speculativa, ognuna deputata a differenti settori dell'attività umana. L'undicesima è stata proposta nel 2007 da Antonio Battro e Percival J. Denham:
- Intelligenza logico-matematica
- Intelligenza linguistica
- Intelligenza spaziale
- Intelligenza musicale
- Intelligenza cinestetica o "procedurale"
- Intelligenza interpersonale
- Intelligenza intrapersonale

- Intelligenza naturalistica
- Intelligenza filosofico-esistenziale
- intelligenza didattica
- intelligenza digitale (Battro e Denham)[4]

Successivamente Gardner, nel volume "Cinque chiavi per il futuro" del 2007, identifica una sintesi delle abilità necessarie nell'età contemporanea stabilendo una nuova classificazione di intelligenze, che possiamo però considerare alternativa alla precedente (perciò non è un completamento del percorso precedente).
- Intelligenza disciplinare
- Intelligenza sintetica
- Intelligenza creativa
- Intelligenza rispettosa
- Intelligenza etica

Nella prefazione l'autore chiarisce di aver preso in esame diverse tipologie di intelligenze/attitudini, "dall'intelligenza tecnologica all'intelligenza digitale, dall'intelligenza mercantile all'intelligenza democratica, dall'intelligenza flessibile all'intelligenza emotiva, dall'intelligenza strategica all'intelligenza spirituale", chiarendo di aver dovuto effettuare una scelta, ponendo di fatto l'opera all'interno di una ricerca delle "qualità" utili/essenziali nell'età moderna.

## Opere
- Formae mentis. Saggio sulla pluralità dell'intelligenza (Frames of Mind: The Theory of Multiple Intelligences, 1983), Feltrinelli, Milano, 1987, 20022
- La nuova scienza della mente. Storia della rivoluzione cognitiva, Feltrinelli, Milano, 1988
- Aprire le menti. La creatività e i dilemmi dell'educazione, Feltrinelli, Milano, 1991
- Educare al comprendere. Stereotipi infantili e apprendimento scolastico, Feltrinelli, Milano, 1993
- Il bambino come artista: saggi sulla creatività e l'educazione, Editore Anabasi, 1993 ISBN 9788841750070
- Intelligenze creative. Fisiologia della creatività attraverso le vite di Freud, Einstein, Picasso, Stravinsky, Eliot, Gandhi e Martha Graham, Feltrinelli, Milano, 1994
- Intelligenze multiple, Anabasi, 1994
- Rendere visibile l'apprendimento, Reggio Children, 2011
- L'educazione delle intelligenze multiple, Anabasi, 1994
- Personalità egemoni. Anatomia dell'attitudine al comando, vol. 211 di Campi del sapere, Feltrinelli, Milano, 1995 ISBN 9788807102110
- Sapere per comprendere. Discipline di studio e discipline della mente, Feltrinelli, Milano, 1999
- (con David H. Feldman e Mara Krechevsky) Project spectrum,  vol. 3 di Progetto Spectrum, curatori P. Nicolini e B. Pojaghi, Editore Junior, 2002 ISBN 9788884340344
- Cambiare idee. L'arte e la scienza della persuasione, Feltrinelli, Milano, 2005
- Educazione e sviluppo della mente. Intelligenze multiple e apprendimento, Edizioni Erickson, 2005 ISBN 9788879468268
- Riscoperta del pensiero. Piaget e Lévi-Strauss, Armando Editore, 2006 ISBN 9788860810007
- Cinque chiavi per il futuro, Feltrinelli, Milano, 2007, 20112
- Verità, bellezza, bontà. Educare alla virtù nel ventunesimo secolo, trad. di Virginio B. Sala, Feltrinelli, 2011
- Generazione App. La testa dei giovani e il nuovo mondo digitale, trad. di Marta Sghirinzetti, Feltrinelli, Milano, 2014 ISBN 9788807172755